# Llave (música)

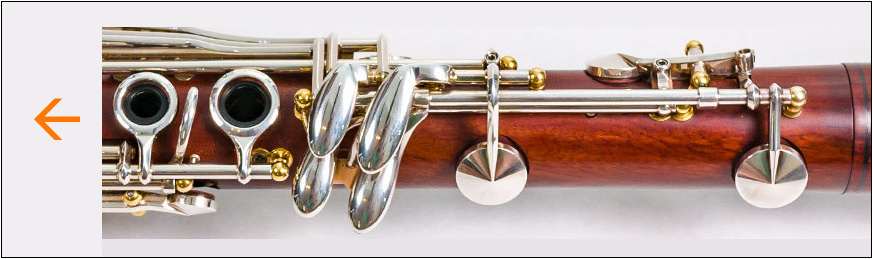
Detalle de un clarinete: llave para el dedo meñique de la mano derecha.

La llave es una de las piezas de un instrumento de viento de madera (como la flauta, el oboe, el clarinete o el fagot), que al ser apretada modifica la altura del sonido.
En los instrumentos de viento de metal, las llaves adoptan el nombre de pistones.
No debe confundirse (por una mala traducción) el término "llave" con "clave". (En inglés, italiano y alemán la misma palabra se emplea para los dos conceptos).